# تفسير القرآن بأقوال التابعين
تفسير القرآن بأقوال التابعين أحد أنواع التفسير بالمأثور، ويعد تفسير القرآن بأقوال التابعين رابع الطرق التي يلجأ اليها المفسر، ومعناه الرجوع لأقوالهم وآثارهم عند بيان معاني القرآن، وقد رويت آثار كثيرة وأقوال متنوعة في تفسير القرآن عن التابعين في مسانيد المحدثين وكتب التفسير المتقدمة، ومصادر التفسير عند التابعين هي "القرآن والسنة والصحابة واللغة وأهل الكتاب والفهم والاجتهاد، وهم يعدون مصدراً لمن جاء بعدهم، ولتفسير التابعي أقسام منها، ما يرفعه التابعي، وهذا يشمل أسباب النزول والمغيبات، وما رجعوا فيه إلى أهل الكتاب وهذا له حكم الإسرائيليات، وما أجمعوا عليه وهذا يكون حجة، وما اختلفوا فيه وفي هذا القسم لا يكون قول أحدهم حجة على الآخر.

## تعريفه
التفسير: الكشف والإبانة والإيضاح وإظهار المعنى وهو علمٌ يُعرف به فهم كتاب الله وبيان معانيه واستخراج أحكامه وحِكَمه.
القرآن: مصدر قرأ يقرأ قراءةً وهو "كلام الله المعجز، المنزل على نبيه محمد المتعبد بتلاوته".
التابعين: جمع تابعي أو تابع، وهو من اجتمع بالصحابي مميزاً مؤمناً بالنبي محمد ومات على ذلك.
التعريف المركب:
تفسير القرآن بأقوال التابعين: هو أحد أنواع التفسير بالمأثور، ومعناه الرجوع لأقوالهم وآثارهم عند بيان معاني القرآن، وقد رويت آثار وأقوال في تفسير القرآن عن التابعين في مسانيد المحدثين وكتب التفسير المتقدمة.